# Preposição
Preposição é uma classe de palavras invariáveis que liga dois elementos da oração, subordinando o segundo ao primeiro, ou seja, o regente e o regido: isto significa que a preposição é o termo que relaciona substantivo a substantivo, verbo a substantivo, substantivo a verbo, adjetivo a substantivo, advérbio a substantivo etc. Junto com as posposições e as raríssimas circumposições, as preposições formam o grupo das adposições.
Exemplo: Os alunos do colégio assistiram ao filme de Walter Salles.
Observação: há-se por elementos da oração os alunos, o colégio, o verbo assistir, o filme e Walter Salles. O restante é preposição. Observe: "do" liga "alunos" a "colégio", "a" liga "assistiram" a "filme", "de" liga "filme" a "Walter Salles". O termo que antecede a preposição é denominado regente e o termo que a sucede, regido; denomina-se também àquele antecedente e a este consequente.
Análise: em "Os alunos do colégio (…)" , os alunos é o antecedente; o colégio, consequente. Na língua portuguesa há também as contrações, como a "do" no exemplo (preposição de mais o artigo o). Somente as preposições de e em podem contrair-se com artigos, pronomes e advérbios. Em linguagem mais enfática, pode-se, sem nenhum problema, descontraí-los, ainda que não seja para formar sujeito de infinitivo. Ex.: Moraria em o Sertão de meus pais. — Referi-me a aquela fruta vermelha. — "Para tudo isso, porém, existe a adesão em massa. É o maior medo de Oswald de Andrade. De fato nada resiste a aquela estratégia paradoxal." (Manuel Bandeira, apud Bechara)

## Preposições essenciais
As preposições simples são as preposições propriamente ditas: a, ante, após, até, com, contra, de, desde (dês), em, entre, para,  perante, por (per),  sem, sob, sobre e trás (desusado, usa-se mais como advérbio).

## Preposições acidentais
Aquelas que passaram a ser preposições, mas são provenientes de outras classes gramaticais, como: afora (= exceto), como (= na qualidade de), conforme (= de acordo com), consoante (= conforme), durante (= no decorrer de), exceto (= com exceção de), feito (= tal qual), fora (= exceto), mediante (= por meio de), menos (= exceto), salvo (= exceto, ou salvante - não usual), segundo (= conforme), tirante (= exceto), visto (= por).

### Exemplos:
Agimos conforme a atitude deles.
Conversamos muito durante a viagem.
Obtiveram como resposta um bilhete.
Ele terá que fazer o trabalho.
Conversamos pouco durante a viagem.

## Contração de preposição
Junção das preposições com determinantes, pronomes ou advérbios:
1. do (de, preposição + o, determinante).
2. neste (em, preposição + este, determinante)
3. à (a, preposição + a, determinante)
4. duma (de, preposição + uma, determinante)
5. na (em preposição + a determinante)
6. nesse (em preposição + esse, determinante)
7. àquela (a preposição + aquela determinante)
8. dele (de preposição + ele pronome)
9. nele (em preposição + ele pronome)
10. doutro (de preposição + outro pronome)
11. noutro (em preposição + outro pronome)
12. daqui (de preposição + aqui advérbio de lugar)

## Principais relações estabelecidas pelas preposições
1. Autoria: Esta música é de Roberto Carlos.
2. Lugar: Estou em casa.
3. Tempo: Eu viajei durante as férias.
4. Modo ou conformidade: Vamos escolher por sorteio.
5. Causa: Estou tremendo de frio
6. Assunto: Não gosto de falar sobre política.
7. Fim ou finalidade: Eu vim para ficar
8. Instrumento ou meio: Paulo feriu-se com a faca.
9. Companhia: Hoje vou sair com meus amigos.
10. Matéria: Devolva-me meu anel de prata.
11. Posse: Este é o carro de João.
12. Oposição: O Flamengo jogou contra Fluminense.
13. Conteúdo: Tomei um copo de/com água.
14. Preço: Vendemos o filhote de nosso cachorro a/por R$ 300,00.
15. Origem: Você descende de família humilde.
16. Especialidade: Luís é formado em Administração.
17. Destino ou direção: Ir a Brasília / Ir à Bahia
18. Prevenção ou extinção: Remédio contra a febre.
19. Troca ou substituição: Não leve gato por lebre.
20. Agente da passiva: A homenagem foi feita por Raul Gil.
21. Restrição ou proibição: Este filme é impróprio para menores de 18 anos.
22. Limite: Ir até a igreja

## Considerações
1. Após, acidentalmente, pode ser advérbio, com a significação de atrás, depois.
2. Dês de é o mesmo que desde.
3. Trás usa-se correntemente nas locuções adverbiais e prepositivas por trás, para trás, para trás de etc.
4. Para, em escrita coloquial, assume a forma sincopada pra; quando esse se formava de pra + a = pra, conforme o AO-45, adquiria um acento grave: prà, assim também prò (pra + o)[5].
5. Até pode ser palavra denotativa de inclusão.
6. À é com o acento grave antes de nomes femininos no singular de modo que se evitem ambiguidades nas locuções prepositivas, adverbiais e conjuntivas. Exemplos: "à distância", "à fome", "à medida que", "à proporção que", "à luz de", "à procura de", "à uma", "à pressa", "à vontade" etc. 
  1. Atenção: não ocorre crase nestes casos, a preposição "à" apenas recebe um acento diferencial.